# Anna Kaźmierczak
Anna Kaźmierczak (ur. 22 września 1962 w Łodzi) – polska aktorka teatralna i filmowa.

## Życiorys
W 1985 roku ukończyła studia na wydziale aktorskim PWSFTviT w Łodzi. W latach 1986–89 występowała w Teatrze Dramatycznym w Warszawie. Wyjechała z Polski w 1989 r., mieszkając początkowo w Londynie, a od 1992 r. w USA.

## Filmografia
- 1980: Jeden dzień z mistrzem − koleżanka Małgosi
- 1981: Jan Serce − pacjentka na korytarzu szpitala (odc. 10)
- 1983: Co dzień bliżej nieba − dziewczyna właściciela zepsutego samochodu
- 1984: Yesterday − Ania
- 1985: Sezon na bażanty − Majka, partnerka Kaczmarka
- 1985: Stanisław i Anna − Anna Oświęcim
- 1986: Komediantka − chórzystka
- 1986: Nikt nie jest winien − Gabrysia, pomoc domowa w domu Ryszarda
- 1986: Weryfikacja − bibliotekarka Dorota Marcelówna
- 1987: Dorastanie − Bożena Malawska
- 1987: Komediantka − chórzystka
- 1988: Czarodziej z Harlemu − Monika, córka Bączka
- 1988: Rodzina Kanderów − Krysia Kanderówna-Bareczko, córka Zofii i Manka